# Dandie Dinmont terrier
El Dandie Dinmont es un perro perteneciente al grupo de los terriers, originario de Escocia. Uno de los personaje de la novela Guy Mannering escrita por Sir Walter Scott en 1815, dio el nombre a la raza. Sigue siendo la única raza de perro que lleva el nombre de un personaje de ficción.

## Historia
La raza se originó de los perros que se utilizaban al noroeste de las Scottish Borders, que es la frontera entre Escocia e Inglaterra. Durante la década de 1600 fueron utilizados para la caza tejones y nutrias. Estos perros podrían haber sido un tipo de Border Terrier, si bien existen otras teorías como la idea de que fueron un cruce entre el Scottish Terrier y el Skye Terrier.
Aunque su procedencia última se desconoce, los perros propiedad de los Allens de Holystone, Northumberland a principios de 1700 se cree que formaron parte de sus primeros orígenes. El jefe de la familia fue Willie «Piper» Allen, quien nació en la cercana Bellingham. Era un aficionado a la pesca con mosca y disfrutaba de los deporte al aire libre, en particular crio perros para cazar nutrias. Henry Liddell, 1.er barón Ravensworth una vez contrató a Allen para eliminar a las nutrias del estanque en Eslington Park. Después de que eliminaron con éxito a las nutrias, el barón Ravensworth intentó comprar uno de los perros preferidos de Allen, a lo que él se negó. Willie Piper murió el 18 de febrero de 1779, y sus perros pasaron al cuidado de su hijo, James. El hijo de James con el tiempo heredó a los perros, y vendió uno de los perros llamado Old Pepper a Francis Sommer que provenía de Town Yetholm del lado de la frontera escocesa. Old Pepper era descendiente de uno de los perros favoritos de Willie Allen —aquellos que habían trabajado en la mansión de lord Ravensworth.
La raza se mantuvo relativamente desconocida fuera de las fronteras hasta 1814 cuando la novela Guy Mannering de Sir Walter Scott fue publicada. Mientras Sir Walter pasó tiempo en el área, a través del Alguacil de Selkirkshire, se enteró de las proezas de cierto tipo de terriers especialistas para trabajar tanto con el zorro como con la nutria. Cuando escribió «Guy Mannering», incluyó un personaje con el nombre de Dandie Dinmont que era dueño de unos terriers llamados Pepper y Mustard, igual que los colores de sus pelajes. El carácter Dinmont se basó en la vida real en el agricultor y propietario de terriers, James Davidson, que también utilizaba los términos genéricos de Pepper y Mustard para sus perros en función del color de sus mantos. Los perros de Davidson provenían de una variedad de fuentes, incluyendo los perros de las familias Allen, Anderson y Faas. Davidson documentó su cría, y ha sido aceptado como el padre de la raza moderna.

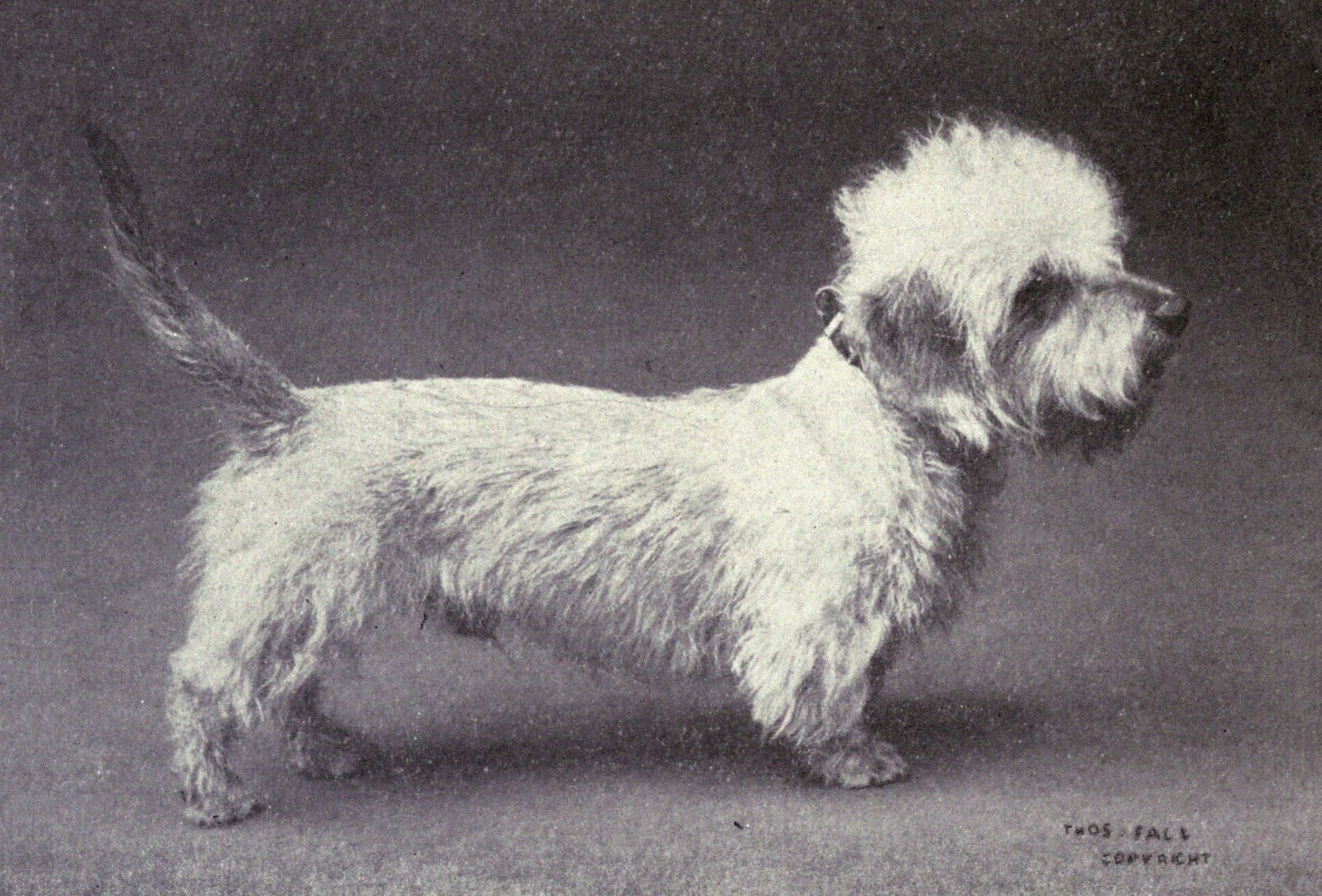
Ilustración de un Dandie de 1915.

Algún mestizaje con otras razas tuvo lugar a mediados de la década de 1800, lo que pudo haber introducido sangre Dachshund en la raza, aunque algunos criadores mantuvieron la pureza de las líneas en la raza. La teoría del Dachshund fue introducida por primera vez por John Henry Walsh bajo el seudónimo de «Stonehenge» en la década de 1880, y fue negada por muchos criadores de esa época. A mediados de la década de 1800, la raza fue conocida como el Dandie Dinmont Terrier, y llegó a ser muy buscada para la caza después de que los escritos de Scott fueron publicados. Por esa época la raza tuvo cierta implicación en el desarrollo del Bedlington Terrier.

### Raza en descenso
En 2006, el Kennel Club reconoció al Dandie Dinmont Terrier como una de las razas más raras de perro autóctonas de las islas británicas, poniéndolo en una lista denominada Razas nativas vulnerables. Las razas suscritas a esta lista son las que se originaron en el Reino Unido e Irlanda, pero tienen menos de 300 registros de cachorros por año. El período particularmente más bajo para esta raza fue entre julio y septiembre de 2003, cuando sólo 21 cachorros fueron registrados, de los cuales 18 eran machos. En total en el año 2004, sólo 90 cachorros fueron registrados en el Reino Unido, frente a los 9.823 de Westie. Adicionalmente sus cifras han descendido a niveles bajos también en América, así, con el AKC que registro sólo 75 cachorros en el mismo período de tiempo.
Tras el trabajo llevado a cabo desde el año 2006, los números de registro del Dandie Dinmont han mejorado ligeramente, con 151 cachorros registrados en el Kennel Club en 2010, el mayor número de cualquier año en los últimos diez años. De otras razas de terrier autóctonas o nativas, sólo el  Skye,  Sealyham,  Manchester,  Glen of Imaal y el Cesky Terrier tienen cifras menores de inscripción.

## Descripción
Es de cuerpo alargado curvo y delicado, de patas cortas, orejas colgantes y una gran cabeza, coronada por un «copete» sedoso. Su pelaje es de textura crespa —una combinación de pelambre duro y suave— y puede ser de color gris o amarillo. Mide entre 20 y 28 cm a la cruz y pesa de 8 a 11 kg. El Dandie Dinmont Terrier tiene una forma de cuerpo similar a la del Skye Terrier, pero el manto de pelo en el Skye es más grueso y más largo. El cuello es musculoso por haber sido desarrollado para la caza menor.
El manto está disponible en dos gamas de colores, que son «pimienta» y «mostaza». El color pimienta va desde el tono oscuro o negro azulado hasta un ligero gris plateado, mientras que los colores mostaza pueden variar desde los tonos marrones rojizos hasta desvanecerse en la cabeza haciendo que casi parezcan de color blanco. Generalmente, las piernas y las patas son de un tono más oscuro que el color más claro en el cuerpo, el cual se mezcla paulatinamente con el de las piernas. El largo del manto puede alcanzar hasta 5,1 cm. El color del pelaje se establece cuando el cachorro llega a los ocho meses de edad, aunque el perro seguirá madurando físicamente hasta alcanzar los dos años de edad.

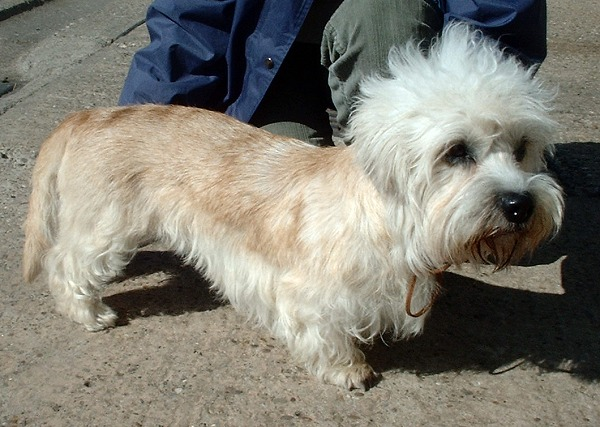
El número de cachorros Dandie en los últimos años ha sido demasiado bajo.

## Temperamento
La raza es empecinada, pero amigable siendo adecuada para niños mayores. Son buenos perros de compañía y perros guardianes o alarma. Están entre las razas más dóciles de terrier y por lo general son poco exigente de sus propietarios. Sin embargo, se les conoce por su habilidad para cavar agujeros grandes en un corto espacio de tiempo.
Se les puede entrenar para llevarse bien con los gatos, pero se deben supervisar con animales más pequeños como hámsteres y ratas. Se les describe como temerarios, ya que son propensos a enfrentarse a otros animales, incluyendo zorros, y en algunos casos otros perros de mayor tamaño.

## Salud
Debido al cuerpo alargado puede haber problemas con la espalda en la raza, específicamente con el disco intervertebral en la columna del perro. Estos discos a veces pueden «deslizarse», resultando en una hernia de disco espinal. Cualquier síntoma relativo a esto puede depender enteramente de qué parte del lomo del perro se vea afectado, y puede conducir a la parálisis con la pérdida del control intestinal y la vejiga, en el peor de los casos.
Tras el trabajo de los clubes de raza para asegurarse de que cualquier problema de salud recurrente sea tratado, no hay condiciones comunes que afecten especialmente al Dandie Dinmont Terrier. Sin embargo, los problemas secundarios que afectan a la raza pueden incluir hipotiroidismo, glaucoma de ángulo cerrado primario y síndrome de Cushing. Con el fin de combatir el glaucoma en la raza, los clubes especializados recomiendan que los Dandis reciban un procedimiento llamado gonioscopia llevado a cabo a intervalos regulares a lo largo de sus vidas. El Dandie también tiene un riesgo ligeramente mayor de padecer cáncer canino que la media.
La esperanza de vida media de un Dandie Dinmont es de entre 11 y 13 años.